# Monocelis gamblei
Monocelis gamblei är en plattmaskart som beskrevs av Graff 1913. Monocelis gamblei ingår i släktet Monocelis och familjen Monocelididae. Inga underarter finns listade i Catalogue of Life.